# Ravinia derelicta
Ravinia derelicta är en tvåvingeart som först beskrevs av Walker 1853.  Ravinia derelicta ingår i släktet Ravinia och familjen köttflugor. Inga underarter finns listade i Catalogue of Life.